# La Cheaseur
La Cheaseur (auch: La Chausée) ist eine Siedlung an der Südküste des Inselstaates Grenada in der Karibik.

## Geographie
Die Siedlung liegt im Parish Saint David bei Corinth in der Schlucht La Chausée und an St David Harbour.